# Rok Tarman
Rok Tarman (* 18. Oktober 1997) ist ein slowenischer Skispringer.

## Werdegang
Rok Tarman startet für den Verein ND Rateče Planica. Er debütierte am 12. und 13. Januar 2013 in Planica im Alpencup, wo er die Plätze 47 und 49 belegte. Im Juli 2014 startete Tarman in Villach erstmals im FIS-Cup und erreichte dabei Platz 53. Seitdem folgen regelmäßig weitere Teilnahmen in beiden Wettbewerbsserien.
Vom 20. bis zum 22. Januar 2017 debütierte Tarman in Sapporo im Continental Cup und belegte dort die Plätze 20, fünf und 17. Am 19. März 2017 erreichte Tarman in Tschaikowski seine erste Podestplatzierung im Continental Cup. Durch weitere gute Resultate in der Saison 2016/17, darunter fünf Top-10-Platzierungen, erreichte er mit 353 Punkten in der Gesamtwertung Platz 32.
Bei den Junioren-Weltmeisterschaften 2017 in Park City, Utah startete Tarman im Einzelwettbewerb von der Normalschanze, wurde jedoch disqualifiziert.
Am 23. März 2017 startete Tarman in der Qualifikation auf der Skiflugschanze von Planica erstmals im Skisprung-Weltcup und erreichte mit 208,0 Metern seine bisher größte Weite, konnte sich jedoch damit als 40. nicht für den folgenden Wettkampf qualifizieren. Am 22. September 2018 konnte er im Rahmen des Sommer-Grand-Prix beim Springen im rumänischen Râșnov als 25. seine ersten Punkte auf dem höchsten Leistungslevel erreichen.

## Statistik

### Grand-Prix-Platzierungen
| Saison | Platz | Punkte |
| ------ | ----- | ------ |
| 2018   | 071.  | 006    |

### Continental-Cup-Platzierungen
| Saison  | Platz | Punkte |
| ------- | ----- | ------ |
| 2016/17 | 032.  | 353    |
| 2017/18 | 062.  | 110    |
| 2018/19 | 142.  | 003    |
| 2019/20 | 155.  | 004    |